# Jełyzaweta Serwatynska

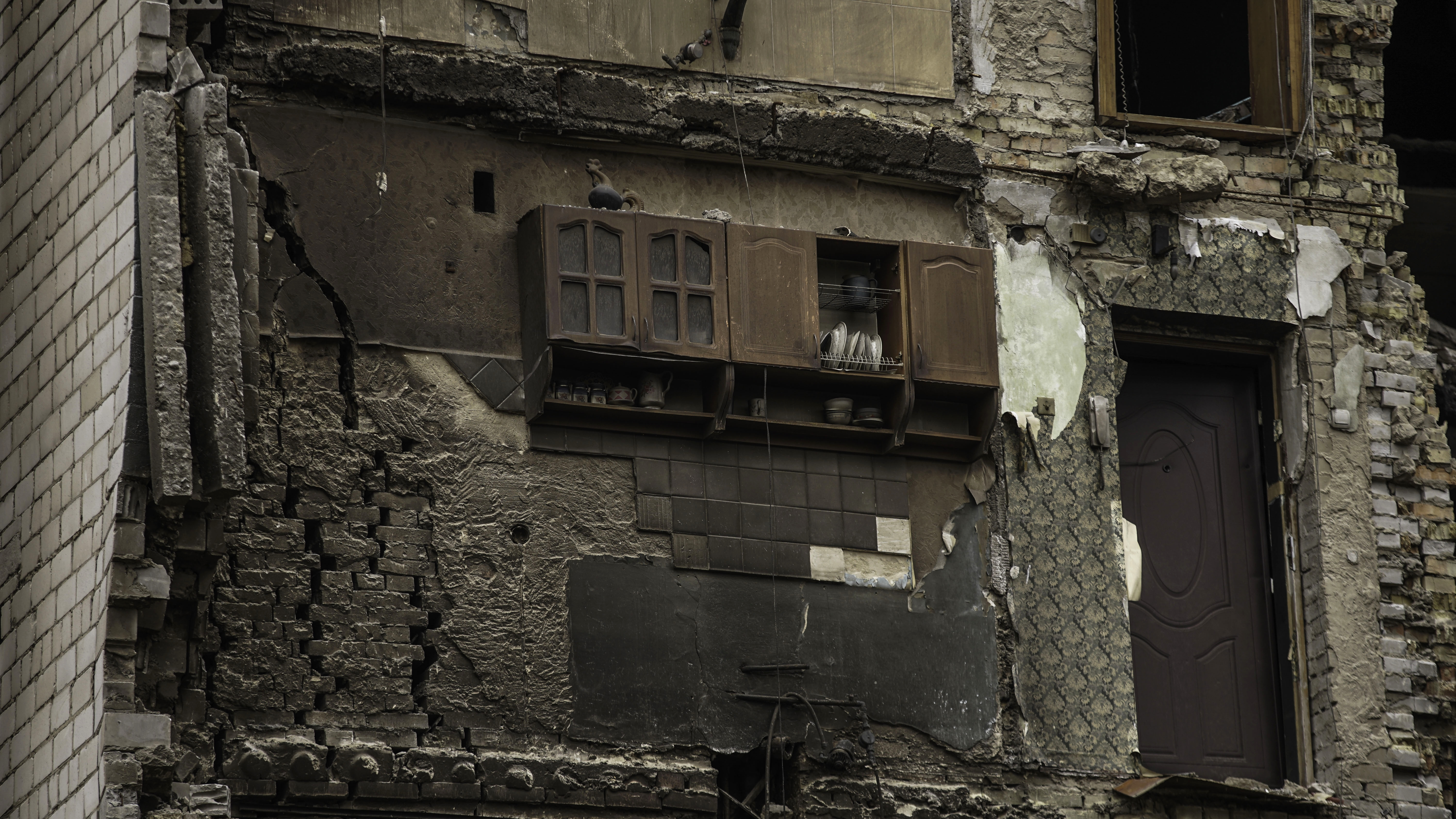
Kredens z Borodzianki, który stał się symbolem niezłomności narodu ukraińskiego podczas wojny rosyjsko-ukraińskiej, 6 kwietnia 2022 r.

Jełyzaweta Serwatynska (ukr. Єлизавета Серватинська, ur. 1997 w Jużnoukrajinśku) – ukraińska fotoreporterka.

## Biografia
Fotografią zajmuje się od czasów szkolnych.
Ukończyła studia dziennikarskie na Uniwersytecie Kijowskim im. Borysa Hrinczenki. Pracowała jako dziennikarka programu „Suspilna Studija” na kanale telewizyjnym „UA:Perszyj” (2020), a od 2021 roku jest fotoreporterką portalu informacyjnego „Suspilne Novyny”.
W 2022 relacjonowała inwazję Rosji na Ukrainę. 6 kwietnia 2022 roku odwiedziła wyzwoloną Borodziankę w obwodzie kijowskim, gdzie wykonała zdjęcie kredensu, który pozostał na ścianie zniszczonego domu. Zdjęcie to zostało uznane za symbol ukraińskiej niezłomności. Zdjęcie szafki wykorzystał jako inspirację ukraiński ilustrator Oleksandr Hrekhow, opublikował je także amerykański magazyn „Newsweek”.
Jej prace publikowane są m.in. przez „CNN”, „Newsweek”, „Vogue”, „The Atlantic”, „Latin Times”.
Uczestniczyła w wystawie zbiorowej „Війна крізь об’єктив: фото з України” („Wojna przez obiektyw: zdjęcia z Ukrainy”).